# Rayni Fox
Pour les articles homonymes, voir Fox.
Rayni Fox (née le 24 mai 1956) est une joueuse de tennis américaine, professionnelle dans les années 1970 et jusqu'en 1980.
En 1977, associée à Helen Gourlay, elle a atteint la finale de l'épreuve du double dames à Roland Garros (défaite contre Regina Maršíková et Pam Teeguarden).

## Palmarès

### Titre en simple dames
Aucun

### Finale en simple dames
Aucune

### Titres en double dames
| No | Date       | Nom et lieu du tournoi              | Catégorie | Dotation | Surface      | Partenaire    | Finalistes                         | Score         |          |
| -- | ---------- | ----------------------------------- | --------- | -------- | ------------ | ------------- | ---------------------------------- | ------------- | -------- |
| 1  | 04-07-1977 | Swiss Open Championships Gstaad     |           | NC       | Terre (ext.) | Helen Cawley  | Mary Carillo Lesley Hunt           | 6-0, 6-4      | Parcours |
| 2  | 11-07-1977 | Colgate Trophy Kitzbühel            |           | NC       | Terre (ext.) | Helen Cawley  | Lesley Charles Jackie Fayter-Hough | 6-1, 6-4      |          |
| 3  | 02-01-1978 | Avon Futures of San Diego San Diego | Futures   | 20 000 $ | Dur (int.)   | Bunny Bruning | Valerie Ziegenfuss Lea Antonoplis  | 3-6, 7-6, 6-2 | Parcours |
| 4  | 13-03-1978 | Avon Futures of Orlando Orlando     | Futures   | 20 000 $ | NC           | Bunny Bruning | Valerie Ziegenfuss Helen Cawley    | 6-4, 1-6, 6-1 | Parcours |
| 5  | 29-01-1979 | Avon Futures of Toronto Toronto     | Futures   | 25 000 $ | Dur (int.)   | Bunny Bruning | Brigitte Cuypers Renáta Tomanová   | 6-4, 6-2      | Parcours |

### Finale en double dames
| No | Date       | Nom et lieu du tournoi | Catégorie | Dotation | Surface      | Vainqueures                     | Partenaire   | Score         |          |
| -- | ---------- | ---------------------- | --------- | -------- | ------------ | ------------------------------- | ------------ | ------------- | -------- |
| 1  | 23-05-1977 | Roland-Garros Paris    | G. Chelem | 35 000 $ | Terre (ext.) | Regina Maršíková Pam Teeguarden | Helen Cawley | 5-7, 6-4, 6-2 | Parcours |

## Parcours en Grand Chelem

### En simple dames
| Année | Open d'Australie (janvier) | Open d'Australie (janvier) | Internationaux de France | Internationaux de France | Wimbledon      | Wimbledon      | US Open         | US Open          | Open d'Australie (décembre) | Open d'Australie (décembre) |
| ----- | -------------------------- | -------------------------- | ------------------------ | ------------------------ | -------------- | -------------- | --------------- | ---------------- | --------------------------- | --------------------------- |
| 1973  | -                          | -                          | -                        | -                        | -              | -              | 1er tour (1/32) | Chris Evert      | n/a                         | n/a                         |
| 1974  | -                          | -                          | -                        | -                        | -              | -              | 1er tour (1/32) | M. Navrátilová   | n/a                         | n/a                         |
| 1976  | -                          | -                          | -                        | -                        | -              | -              | 1er tour (1/64) | Jeanne Evert     | n/a                         | n/a                         |
| 1977  | 2e tour (1/8)              | Katja Ebbinghaus           | 1er tour (1/32)          | Marie Neumanova          | 3e tour (1/16) | M. Simionescu  | 2e tour (1/32)  | F. Bonicelli     | 1/4 de finale               | Sue Barker                  |
| 1979  | n/a                        | n/a                        | 1er tour (1/32)          | Dianne Fromholtz         | 3e tour (1/16) | Kerry Reid     | 2e tour (1/32)  | Evonne Goolagong | -                           | -                           |
| 1980  | n/a                        | n/a                        | -                        | -                        | 2e tour (1/32) | M. Navrátilová | -               | -                | -                           | -                           |

À droite du résultat, l’ultime adversaire.

### En double dames
| Année | Open d'Australie (janvier) | Open d'Australie (janvier) | Internationaux de France  | Internationaux de France   | Wimbledon                  | Wimbledon                  | US Open                       | US Open                     | Open d'Australie (décembre) | Open d'Australie (décembre) |
| ----- | -------------------------- | -------------------------- | ------------------------- | -------------------------- | -------------------------- | -------------------------- | ----------------------------- | --------------------------- | --------------------------- | --------------------------- |
| 1974  | -                          | -                          | -                         | -                          | -                          | -                          | 1/4 de finale Mona Schallau   | E. Goolagong Peggy Michel   | n/a                         | n/a                         |
| 1975  | -                          | -                          | -                         | -                          | -                          | -                          | 1er tour (1/16) Mona Schallau | Sue Barker Glynis Coles     | n/a                         | n/a                         |
| 1976  | -                          | -                          | -                         | -                          | -                          | -                          | 2e tour (1/16) K. Kuykendall  | Sue Barker N. Chmyreva      | n/a                         | n/a                         |
| 1977  | 1er tour (1/8) K. Harter   | B. Nagelsen Kerry Reid     | Finale Helen Cawley       | R. Maršíková P. Teeguarden | 1er tour (1/32) K. Harter  | C. Matison Pam Whytcross   | 2e tour (1/16) Linda Rupert   | Lele Forood R. Giscafré     | 1er tour (1/8) K. Harter    | W. Gilchrist Naoko Sato     |
| 1978  | n/a                        | n/a                        | -                         | -                          | -                          | -                          | 1er tour (1/32) Bunny Bruning | B. Cuypers Kristien Shaw    | -                           | -                           |
| 1979  | n/a                        | n/a                        | 2e tour (1/8) Paula Smith | Rosie Casals Chris Evert   | 3e tour (1/8) Leslie Allen | Rosie Casals Chris Evert   | 1er tour (1/32) Leslie Allen  | Chris O'Neil Mimi Wikstedt  | -                           | -                           |
| 1980  | n/a                        | n/a                        | -                         | -                          | 1er tour (1/32) Kathy May  | M. Blackwood Pam Whytcross | 1er tour (1/32) Penny Johnson | Greer Stevens Virginia Wade | -                           | -                           |

Sous le résultat, la partenaire ; à droite, l’ultime équipe adverse.

### En double mixte
| Année | Open d'Australie (janvier), | Open d'Australie (janvier), | Internationaux de France     | Internationaux de France | Wimbledon                   | Wimbledon                | US Open                     | US Open                     | Open d'Australie (décembre), | Open d'Australie (décembre), |
| ----- | --------------------------- | --------------------------- | ---------------------------- | ------------------------ | --------------------------- | ------------------------ | --------------------------- | --------------------------- | ---------------------------- | ---------------------------- |
| 1974  | n/a                         | n/a                         | -                            | -                        | -                           | -                        | 1/4 de finale Gene Scott    | R. Giscafré Ray Keldie      | n/a                          | n/a                          |
| 1975  | n/a                         | n/a                         | -                            | -                        | -                           | -                        | 2e tour (1/8) Gene Scott    | R. Gerulaitis V. Gerulaitis | n/a                          | n/a                          |
| 1976  | n/a                         | n/a                         | -                            | -                        | -                           | -                        | 2e tour (1/8) Van Winitsky  | P. Teeguarden John Marks    | n/a                          | n/a                          |
| 1977  | n/a                         | n/a                         | 2e tour (1/8) Fred McNair    | N. Fuchs F. González     | 1er tour (1/32) Fred McNair | Rosie Casals Sandy Mayer | 2e tour (1/8) Van Winitsky  | Betty Stöve Frew McMillan   | n/a                          | n/a                          |
| 1978  | n/a                         | n/a                         | -                            | -                        | -                           | -                        | 2e tour (1/16) Van Winitsky | Ilana Kloss Chris Kachel    | n/a                          | n/a                          |
| 1979  | n/a                         | n/a                         | 1er tour (1/16) Van Winitsky | R. Maršíková Ivan Lendl  | 2e tour (1/16) Van Winitsky | Greer Stevens Bob Hewitt | 2e tour (1/8) Van Winitsky  | Navrátilová Bill Scanlon    | n/a                          | n/a                          |
| 1980  | n/a                         | n/a                         | -                            | -                        | 2e tour (1/16) Van Winitsky | Debbie Jevans A. Jarrett | 1/4 de finale Van Winitsky  | Anne Smith Kevin Curren     | n/a                          | n/a                          |

Sous le résultat, le partenaire ; à droite, l’ultime équipe adverse.